# وادي دهوان
وادي دهوان أحد أكبر الأودية في محافظة الحرث بالقطاع الجبلي يسقي ديار تهامه، ورغم كبر الوادي وتباعد ضفتيه إلا أن امتداده في الشطر  قصير، إذ ينتهي الوادي بالتقائه بوادي خلب فيما يسمى بملتقى الأودية، غرب العين الحارة. ينحدر الوادي من أعالي قمم جبل النظير الواقع في مديرية رازح في اليمن. يتميز الوادي بغاباته في الجهات القريبة من المنطقة الجبلية، كما يتميز في الشطر الغربي منه ببطحائه البيضاء اللون التي تكسو أرضه.

## المدن والقرى على ضفافه
- المعطن
- الجابري
- المقطابة